# Suhodol Budački
 Suhodol Budački  falu Horvátországban, Károlyváros megyében. Közigazgatásilag Krnjakhoz tartozik.

## Fekvése
Károlyvárostól 24 km-re, községközpontjától  7 km-re délre a Kordun területén fekszik.

## Története
A településnek 1857-ben 39, 1910-ben 75 lakosa volt. Trianon előtt Modrus-Fiume vármegye Vojnići járásához tartozott. 2011-ben a falunak 8 lakosa volt.

## Lakosság
| Lakosság változása | Lakosság változása | Lakosság változása | Lakosság változása | Lakosság változása | Lakosság változása | Lakosság változása | Lakosság változása | Lakosság változása | Lakosság változása | Lakosság változása | Lakosság változása | Lakosság változása | Lakosság változása | Lakosság változása | Lakosság változása |
| ------------------ | ------------------ | ------------------ | ------------------ | ------------------ | ------------------ | ------------------ | ------------------ | ------------------ | ------------------ | ------------------ | ------------------ | ------------------ | ------------------ | ------------------ | ------------------ |
| 1857               | 1869               | 1880               | 1890               | 1900               | 1910               | 1921               | 1931               | 1948               | 1953               | 1961               | 1971               | 1981               | 1991               | 2001               | 2011               |
| 39                 | 57                 | 62                 | 85                 | 87                 | 75                 | 78                 | 67                 | 54                 | 61                 | 52                 | 45                 | 39                 | 30                 | 10                 | 8                  |